# Regiocasting
Regiocasting bzw. Regionalisierung bezeichnet das Übertragen unterschiedlicher Programminhalte ein und desselben Senders für verschiedene Regionen.
Ein Sender (Radio oder Fernsehen), welcher beispielsweise mehrere Bundesländer oder Länder in einer Senderkette versorgt, kann so trotzdem Regionalität vermitteln.

## Technik
Bei dem computergestützten Regiocasting gibt es grundsätzlich zwei Methoden:
- Zentrales Playout: Durch das Starten eines Events in der Radioautomation wird nicht ein Audio, sondern es werden mehrere Audios auf unterschiedlichen Soundkarten ausgespielt (z. B. regionales Wetter). Diese werden auf einzelne Strecken zu den Senderstandorten mit dem Hauptsignal(Moderatormikrofon, Musikbett) aufgemischt.

- getriggertes Playout: Diese veraltete Methode löst durch ein unhörbares Triggersignal das Playout eines Abspielgerätes in einem Regionalstudio aus. Auf dessen Sendemischpult liegt das Signal vom Mantelprogramm als Quelle auf, wird mit den Regionalinhalten abgemischt und die Summe wird zum Senderstandort für die zu versorgende Region geführt.

- Donut - Prinzip: Es wird ein fast fertig produziertes Mantelprogramm zum Regionalstudio geliefert. Dieses enthält bereits die lokalen Inhalte der Verpackung und die Musik. (bis hierhin ist es ähnlich, wie beim zentralen Playout) Jedoch sitzen in jedem Regionalstudio Moderatoren. (beim zentralen Playout gibt es in der Regel kein Regionalstudio). Die für Moderationen vorgesehenen Stellen beginnen mit einem Jingle, danach schließt sich ein Musikbett von vorgeschriebener Länge an. Nach dieser definierten Zeit kommt wieder ein Jingle und das zentral ausgespielte Musikprogramm. Der Moderator muss in diese Lücke seine Moderation setzen, und den Jingle am Ende korrekt „treffen“. Moderne Radioautomationen bieten einen Client an, mit dem der Moderator im Regionalstudio seine noch verbleibende Redezeit anhand eines Countdowns ersehen kann. Dieses System wird teilweise in den USA und Osteuropa eingesetzt. Nachteile sind unter anderem, dass lokale Nachrichten nicht möglich sind (Längenproblem) und der Moderator nicht aktuell auf Geschehnisse reagieren kann.

Radioautomationen wie Dalet, mediatron, Zenon, DigaSystem (früher: DigAS) oder DABiS800 bieten das Regiocasting in der Standardversion an.

## Beispiel
In der Radioautomation wird ein gebrandeter Musiktitel gestartet, mit dem ein Regionalisierungsevent verknüpft ist. Durch einen Knopfdruck hört man beispielsweise in Gelsenkirchen „Die neusten Hits, das meiste Wissen für Gelsenkirchen auf Wikiradio 98,8“. In Köln hört man zum gleichen Zeitpunkt „Die neusten Hits, das meiste Wissen für Köln auf Wikiradio 102,0“.

## Nachteile
In den Gebieten, in denen sich Sendegebiete überschneiden oder bei der Autofahrt kann es vorkommen, dass der Radioempfänger zwischen zwei Frequenzen hin- und herschaltet. Der Grund ist, dass sich das Radiogerät durch die RDS-Technik immer die am besten zu empfangende Frequenz sucht. Läuft ein Musiktitel, oder ist das Programm nicht regionalisiert bleibt dies für den Hörer meistens unbemerkt. Laufen auf den beiden Frequenzen, zwischen denen der Empfänger gerade hin- und herschaltet, regionalisierte Programminhalte (regionales Wetter, Veranstaltungshinweise...), hat der Hörer das störende Gefühl, dass ein anderer Sender in sein Programm "hineinfunkt".
Zusätzlich ist beim Sendeablauf erhöhte Obacht gegeben, dass die richtigen Audios den entsprechenden Regiocastingstrecken zugeordnet werden.
Sonst laufen beispielsweise in Köln die Veranstaltungshinweise für Düsseldorf.